# انقلاب صنعتی دوم
انقلاب صنعتی دوم که همچنین با نام انقلاب فناوری نیز شناخته می‌شود، مرحله‌ای از انقلاب صنعتی است که از نیمه دوم قرن نوزدهم تا شروع جنگ جهانی اول را شامل می‌شود. آغاز انقلاب در دهه ۱۸۷۰ میلادی و پایان آن در سال ۱۹۱۴ میلادی بود. وجه تمایز این انقلاب صنعتی، آغاز تولید فولاد بسمر در دهه ۱۸۷۰ و اوج آن در تجهیز کارخانجات به برق، تولید انبوه و خط تولید شمرده می‌شود. انقلاب صنعتی دوم با توسعه خط آهن، تولید آهن و فولاد در مقیاس انبوه، کاربرد گسترده ماشین آلات در تولید کارخانه‌ای، افزایش شدید استفاده از نیروی بخار و ارتباطات الکتریکی مشخص می‌گردد. این انقلاب با توسعه صنعتی سریع در ابتدا در بریتانیا، آلمان و ایالات متحده آمریکا و بعد در فرانسه، کشورهای کم ارتفاعی مثل بلژیک و هلند و همچنین در ژاپن همراه بود. پس از این دوره، انقلاب صنعتی سوم در دهه ۱۹۵۰ میلادی آغاز شد که تاکنون ادامه دارد.